# Paramigdolus tetropioides
Paramigdolus tetropioides é uma espécie de coleóptero da tribo Anoplodermatini (Anoplodermatinae). Com distribuição restrita à Argentina.